# Illot d'en Mel
L'illot d'en Mel es troba a l'est de Menorca, dins de l'Albufera des Grau. Té una extensió de 0,24 hectàrees, està a una distància de 75 m de Menorca i la seva altitud màxima és de 4,3 m.